# Hang Yuen FC
El Hang Yuen FC (en chino tradicional, 航源足球俱樂部) es un equipo de fútbol de República de China que juega en la Liga Premier de Fútbol de Taiwán, la primera división de fútbol en el país.

## Historia
Fue fundado en el año 2012 en la ciudad de Taiwán con el nombre Air Source Development FC y se integró a la City A-League, donde tuvo temporadas constantes en la desaparecida liga, aunque siempre en los últimos lugares de la tabla.
Luego de ser creada la Liga Premier de Fútbol de Taiwán cambian su nombre por el que tiene actualmente y firman un convenio con la Universidad Católica Fu Jen, donde esta última facilita las instalaciones deportivas para entrenamiento y partidos; y en su primera temporada termina en cuarto lugar, con lo que logra clasificar al playoff ante el HTSU FC, logrando la victoria por 5-2 y terminando la temporada en tercer lugar.
Luego de que los equipos Taipower FC y Tatung FC no obtuvieran los permisos de la Confederación Asiática de Fútbol para participar en los torneos que organiza, Hang Yuen FC fue quien representó a la República de China en la Copa AFC 2018, convirtiéndose en el primer equipo del país en formar parte de la fase de grupos en un torneo continental. Lamentablemente para el club, perdieron todos sus partidos y terminaron en último lugar del grupo.

## Participación en competiciones de la AFC
| Temporada | Torneo  | Ronda   | Club             | Casa | Visita | Global   |
| --------- | ------- | ------- | ---------------- | ---- | ------ | -------- |
| 2018      | AFC Cup | Grupo I | Benfica de Macau | 1–4  | 2–3    | 4º Lugar |
| 2018      | AFC Cup | Grupo I | April 25         | 1–5  | 1-5    | 4º Lugar |
| 2018      | AFC Cup | Grupo I | Hwaebul SC       | 0–1  | 1–6    | 4º Lugar |

## Jugadores

### Jugadores destacados
- Jean-Marc Alexandre